# بيني جاي
بيني جاي (بالإنجليزية: Penny Jay)‏ هي مغنية مؤلفة أمريكية، ولدت في 12 يونيو 1925 في نوكسفيل في الولايات المتحدة، وتوفيت في 29 مارس 2006 في ناشفيل في الولايات المتحدة.

## وصلات خارجية
- بيني جاي على موقع ميوزك برينز (الإنجليزية)
- بيني جاي على موقع ديسكوغز (الإنجليزية)